# Leon Robinson (Fußballspieler)
Leon Reid Robinson (* 11. Juli 2001 in Worms) ist ein deutscher Fußballspieler.

## Karriere
Nach Jugendstationen beim FSV Mainz 05 und dem TSV Schott Mainz zog es Robinson, nach einer einjährigen Station beim FC Wörrstadt, zum Amateurverein TSV Gau-Odernheim. Von dort wechselte er im Sommer 2023 zur zweiten Mannschaft des 1. FC Kaiserslautern. Zur Saison 2024/25 unterschrieb er bei den Pfälzern seinen ersten Profivertrag. Sein Debüt gab er gleich am ersten Spieltag, als er gegen den SSV Ulm 1846 eingewechselt wurde.

## Persönliches
Vor seiner Zeit als Profispieler absolvierte Robinson eine Ausbildung zum Polizeimeister bei der Bundespolizei.
Robinsons Vater ist US-Amerikaner.